# Gabriela Chávez (calciatrice)
Gabriela Patricia Chávez (Buenos Aires, 9 aprile 1989) è una calciatrice argentina, difensore dell'Estudiantes e della nazionale argentina.
Ha giocato in diverse squadre della prima divisione di calcio femminile argentino e ha disputato con la maglia Albiceleste il torneo di calcio femminile delle Olimpiadi di Pechino 2008. Dal 2011 in poi ha lasciato il calcio per un periodo di 6 anni, per poi riprendere l'attività agonistica nel 2017 firmando con l'UAI Urquiza.